# Xã Roc Roe, Quận Prairie, Arkansas
Xã Roc Roe (tiếng Anh: Roc Roe Township) là một xã thuộc quận Prairie, tiểu bang Arkansas, Hoa Kỳ. Năm 2010, dân số của xã này là 426 người.